# HMS Springer (P264)
Pour les articles homonymes, voir Springer.
Le HMS Springer (Pennant number : P264) est un sous-marin britannique de classe S du troisième lot, construit pour la Royal Navy pendant la Seconde Guerre mondiale. Il faisait partie des unités construites entre 1941 et 1944 par les Britanniques pour des opérations offensives. Il a survécu à la guerre et a été vendu à Israël en 1958 puis démoli en 1972.

## Conception
Les sous-marins de la classe S ont été conçus pour patrouiller dans les eaux resserrées de la mer du Nord et de la mer Méditerranée. Les navires du troisième lot étaient légèrement agrandis et améliorés par rapport à ceux du deuxième lot. Ils avaient une coque plus solide, transportaient plus de carburant, et leur armement était modernisé.

Schéma d'un sous-marin de classe S.

Ces sous-marins avaient une longueur hors tout de 66,1 mètres, une largeur de 7,2 m et un tirant d'eau de 4,5 m. Leur déplacement était de 879 tonnes en surface et 1 006 tonnes en immersion. Les sous-marins de la classe S avaient un équipage de 48 officiers et matelots. Ils pouvaient plonger jusqu'à la profondeur de 90 m.
Pour la navigation en surface, ces navires étaient propulsés par deux moteurs Diesel de 950 ch (708 kW), chacun entraînant un arbre et une hélice distincte. En immersion, les hélices étaient entraînées par un moteur électrique de 650 ch (485 kW). Ils pouvaient atteindre 15 nœuds (28 km/h) en surface et 10 nœuds (19 km/h) en plongée. En surface, les sous-marins du troisième lot avaient une autonomie en surface de 6 000 milles marins (11 000 km) à 10 nœuds (19 km/h), et en plongée de 120 milles (220 km) à 3 nœuds (5,6 km/h).
Ces navires étaient armés de sept tubes lance-torpilles de 21 pouces (533 mm) dont six à la proue et un tube externe à la poupe. Ils transportaient six torpilles de recharge pour les tubes d’étrave, pour un total de treize torpilles. Douze mines pouvaient être transportées à la place des torpilles intérieurement arrimées. Les navires étaient aussi armés d'un canon de pont de 3 pouces (76 mm).
Les navires du troisième lot de la classe S étaient équipés d’un système ASDIC de type 129AR ou 138 et d’un radar d’alerte avancée de type 291 ou 291 W.

## Engagements
Le HMS Springer a été construit par le chantier naval Cammell Laird à Birkenhead et  lancé le 14 mai 1945. Il est le premier (et jusqu’à présent, le seul) navire de la Royal Navy à porter le nom de Springer (sauteur). Et de fait, son insigne représentait un kangourou, animal réputé pour ses bonds prodigieux, debout sur les flots sur ses pattes arrière, et tenant avec ses pattes avant une torpille en position verticale, l’hélice et les empennages vers le bas et le cône explosif en haut.
Lancé alors que la Seconde Guerre mondiale vient de se terminer en Europe et tire à sa fin dans le Pacifique, le HMS Springer ne voit pas beaucoup d’action. En 1953, il participe à la Revue de la Flotte pour célébrer le couronnement de la reine Élisabeth II.
Le Springer fut vendu à la marine israélienne en 1958 et rebaptisé Tanin (en hébreu : תנין , ce qui signifie crocodile. Le Tanin a participé à la guerre des Six Jours en 1967, déposant des commandos marine pour attaquer le port d’Alexandrie. Il a ensuite tenté de torpiller un sloop de guerre égyptien, mais il a été gravement endommagé par une contre-attaque à coups de charges de profondeur. Son commandant a reçu la Médaille du courage pour ses actions au port d’Alexandrie. Le Tanin a reçu des pièces de rechange de son sister-ship Rahav, anciennement le HMS Sanguine, lorsque celui-ci a été retiré du service en 1968. Le Tanin, à son tour, a été rayé de la liste pour élimination en 1972.